# 平安財險大廈
平安財險大廈是中華人民共和國廣東省深圳市福田區的一个商業项目，屬平安金融中心的延伸項目。大廈高約220米，共設45層（40層地面、5層地庫），於2018年動工，並於2022年12月落成，部分樓層將用作中國平安轄下平安財險的總部。
在設計上，大廈幕牆樣式盡量與一街之隔的平安金融中心南座配合，而頂部設計則解構為四個三角形。

## 历史
- 2018年5月25日，平安財險大廈舉行動土儀式，項目地基工程正式展開。[3]
- 2019年1月，大廈基坑開始挖掘。
- 2019年1月15日，大廈上蓋工程判給予中國建築第三工程局，造價為5億5千萬人民幣。[4]
- 2019年3月22日，住建局批出大廈施工許可證。
- 2021年1月8日，大廈完成封頂。[5]
- 2022年12月，大廈落成。

## 設施
- 寫字樓
- 商場
- 通往平安金融中心的行人隧道（預留空間）
- 停車場
- 深圳供電局變電所（基座地面部分及2-3樓）[6]